# Entrance Island (Nancy Sound)
Entrance Island ist eine Insel im Hinenui / Nancy Sound der Region Southland auf der Südinsel von Neuseeland.

## Geographie
Entrance Island befindet sich direkt im Eingang von der Tasmansee zum Hinenui / Nancy Sound, rund 260 m westlich der nördlichen Eingangsseite und rund 760 m nördlich der südlichen Eingangsseite zum Fjord. Die 24 m hohe Insel besitzt eine Flächenausdehnung von rund 2,1 Hektar und erstreckt sich über eine Länge von rund 270 m in Südwest-Nordost-Richtung. Die breiteste Stelle der Insel misst rund 105 m in Nordwest-Südost-Richtung.
Die Insel ist im nordöstlichen Teil spärlich bewachsen.